# Teorema di Bézout
In matematica, il teorema di Bézout (che prende il nome dal matematico francese Étienne Bézout) permette di conoscere il numero di intersezioni fra due curve algebriche. Il numero che si ottiene è soggetto ad una 'interpretazione'; ma in ogni caso indica il massimo numero di intersezioni che due curve algebriche possono avere, se non ammettono componenti comuni. 
In geometria algebrica, l'enunciato del teorema di Bézout si applica ai punti di intersezione di curve piane X di grado m e Y di grado n (si intende per grado di una curva (algebrica) C il grado del polinomio che la descrive). Esso dice che, in uno spazio proiettivo definito su un campo algebricamente chiuso, il numero delle intersezioni, contate con la loro molteplicità, è precisamente mn, eccetto nel caso in cui X e Y hanno una componente comune. Di conseguenza mn è il massimo numero finito di punti d'intersezione (quest'ultima affermazione è valida anche in spazi affini o proiettivi definiti su campi arbitrari). 
Nel caso particolare in cui una delle curve è una retta il teorema di Bézout è una versione del teorema fondamentale dell'algebra. Per esempio, la parabola definita da y - x2 = 0 di grado 2 e la retta y - 2x = 0 di grado 1 si incontrano esattamente in due punti.  
Nel caso di due rette, cioè con m = n = 1, è chiaro che stiamo lavorando nel piano proiettivo; si tenga conto che per casi di grado superiore si è costretti ad operare in P2K cioè su un campo algebricamente chiuso K.

## Esempi
Due rette distinte si incontrano sempre esattamente in un punto. Se sono parallele, questo punto è il punto all'infinito. Per vedere algebricamente come lavora, nello spazio proiettivo, le rette x + 2y = 3 e x  + 2y = 5 sono rappresentate in coordinate omogenee dalle equazioni x+2y-3z=0 e x+2y-5z=0. Risolvendo, si ha x= -2y e z=0, che corrisponde al punto (-2:1:0) in coordinate omogenee. Poiché la coordinata z è 0, questo punto giace sulla retta all'infinito.
Due circonferenze non si incontrano mai in più di due punti nel piano, mentre il teorema di Bézout parla di quattro. Questa differenza nasce dal fatto che ogni circonferenza passa sempre per due punti complessi appartenenti alla retta dei punti all'infinito.
Scrivendo la circonferenza
{\displaystyle (x-a)^{2}+(y-b)^{2}=r^{2}}
nelle coordinate omogenee troviamo
{\displaystyle (x-az)^{2}+(y-bz)^{2}-r^{2}z^{2}=0}
dalla quale è chiaro che i punti (1:i:0) e (1:-i:0) appartengono ad ogni circonferenza. Quando due circonferenze non si incontrano in nessun punto reale (per esempio perché sono concentriche), allora si incontrano nei due punti della linea all'infinito e in altri due punti complessi che non appartengono all'infinito.
In accordo con il teorema, ogni conica incontra la retta dell'infinito in due punti. Un'iperbole la incontra nei due punti corrispondenti alle due direzioni degli asintoti. Un'ellisse la incontra in due punti complessi coniugati --- nel caso della circonferenza i punti sono (1:i:0) e (1:-i:0). Una parabola la incontra in un solo punto, ma poiché si tratta di un punto di tangenza allora deve essere contato come doppio. 
In generale, due coniche si incontrano in quattro punti. Tuttavia, le figure seguenti mostrano degli esempi in cui la circonferenza {\displaystyle x^{2}+y^{2}-1=0} incontra altre ellissi in un numero minore di punti di intersezione, poiché almeno uno ha molteplicità maggiore di 1:
| due intersezioni di molteplicità 2 | una intersezione di molteplicità 3       | una intersezione di molteplicità 4  |
| ---------------------------------- | ---------------------------------------- | ----------------------------------- |
|                                    |                                          |                                     |
| {\displaystyle x^{2}+4y^{2}-1=0}   | {\displaystyle 5x^{2}+6xy+5y^{2}+6y-5=0} | {\displaystyle 4x^{2}+y^{2}+6x+2=0} |